# Leandro Desábato
Leandro Desábato (Cafferata, Santa Fe, Argentina, 24 de enero de 1979) es un exfutbolista y  director técnico argentino. Se encuentra entre los cinco futbolistas con mayor cantidad de partidos oficiales disputados en la historia de Estudiantes de La Plata. y desempeñó una extensa carrera en el fútbol profesional: pasó por Estudiantes de La Plata, Quilmes, Olimpo y Argentinos Juniors. Con el equipo de La Plata logró importantes títulos, entre ellos la Copa Libertadores 2009. Es primo de los futbolistas Gustavo Quinteros y los hermanos mellizos Andrés y Leandro Luis Desábato. Actualmente es entrenador asistente de Gremio Sol del Este Fútbol Club. 

## Trayectoria
Desábato fue arquero en su paso por las infantiles del Deportivo Cafferatense, club de su ciudad natal. A los 17 años se sumó a la pensión juvenil de Estudiantes, donde inició su carrera profesional en 1997, en un partido ante Unión de Santa Fe del Torneo Clausura de ese año, pero no logró asentarse en la primera de este club. Para darle más continuidad, Estudiantes lo cedió a préstamo en 2001 a Olimpo de Bahía Blanca, equipo que jugaba en el Nacional B, y luego a Quilmes, club que también militaba en la Segunda División de Argentina. Tuvo dos destacados pasos por estos clubes, logrando el ascenso a Primera División con ambas instituciones.
Con Quilmes tuvo una destacada campaña en la temporada 2004/05, luego de haber logrado el ascenso, que le permitió clasificar a la Copa Libertadores de América.
Desábato dejó Quilmes en 2006 para jugar en Argentinos Juniors, donde tuvo un exitoso paso, con cuatro goles en 35 partidos, en la temporada 2006/07.
En 2007 volvería a Estudiantes, donde se consolidó en el equipo titular hacia el final del año. Ya en 2008 se transformó en una pieza fundamental de la defensa del equipo. «El Chavo», como se lo conoce a Desábato, fue una figura clave en la obtención de la Copa Libertadores 2009 y el único jugador que disputó todos los minutos en todos los partidos en esa edición de la Copa Libertadores. En los cuartos de final convirtió el gol de la victoria, en un 1-0 contra Defensor Sporting, en el partido de ida jugado en el Estadio Centenario de Montevideo.
El defensor se destacó por su entrega, presencia física y buen juego aéreo. En 2009, el diario uruguayo El País lo incluyó en el equipo ideal del continente americano. Luego, en 2010, se consagró con Estudiantes campeón del Torneo Apertura del Bicentenario, en el cual fue titular y uno de los pilares de ese equipo que peleó palmo a palmo hasta la última fecha con Vélez Sarsfield.
En 2011, en un partido amistoso contra la Selección de Brasil, hizo su debut oficial para la Selección Argentina de fútbol. Lo logró al reemplazar a Nicolás Burdisso, quien salió del partido lesionado.
El 16 de febrero de 2015, ante Independiente del Valle, marcó el primer doblete de su carrera profesional, durante la edición 2015 de la Copa Libertadores de América.
El 25 de junio de 2018, anunció su retiro del fútbol profesional. En Estudiantes, donde desarrolló la mayor parte de su carrera con dieciséis temporadas, completó 422 partidos oficiales, siendo el cuarto futbolista con mayor cantidad de encuentros a lo largo de la historia. Además de ser uno de los cuatro futbolistas con mayor cantidad de presencias oficiales en la historia de Estudiantes de La Plata, es el cuarto defensor con más cantidad de goles convertidos en el club, con 21.

No quiero dar ventajas físicas. Yo siempre dije que sólo iba a jugar si estaba al 100%. 
Esto del retiro no fue una decisión fácil. Si bien la tenía tomada el semestre pasado, prioricé la importancia del partido con Nacional para anunciarlo.

Me retiro en el club donde siempre quise estar y jugar hasta los 39 años es un montón. Tuve la suerte de jugar siete Libertadores y haber conseguido todo con esta camiseta.
Leandro Desábato.

Después de su larga carrera en el fútbol profesional, Desábato regresó al club que lo vio nacer y se volvió a poner la camiseta de Cafferatense FC. En su primer partido, El Chavo jugó los 90 minutos y se llevó una ovación de los presentes. Compartió equipo con su hermano y su primo.
En 2020 debutó como entrenador en Estudiantes de La Plata, cosechando 3 empates y 7 derrotas con ningún triunfo.
En 2022 fue anunciado oficialmente como entrenador de Almagro, sustituyendo a Norberto Paparatto dirigió hasta el 2 de mayo de 2023.
En 2023 pasó a trabajar en el cuerpo técnico de Vélez Sarsfield, como ayudante de campo de su primo Gustavo Quinteros.

## Estadísticas
Datos actualizados a fin de carrera deportiva.
| Estudiantes de La Plata Argentina |               |               |     |    |    |    |    |     |     |    |
| 1.ª | 1999-00       | 2             | 0   | -  | -  | -  | -  | 2   | 0   |    |
| 1.ª | 2000-01       | 4             | 0   | -  | -  | -  | -  | 4   | 0   |    |
| 1.ª | 2004-05       | 1             | 0   | -  | -  | -  | -  | 1   | 0   |    |
| 1.ª | 2007-08       | 29            | 1   | -  | -  | 8  | 2  | 37  | 3   |    |
| 1.ª | 2008-09       | 26            | 1   | -  | -  | 24 | 1  | 50  | 2   |    |
| 1.ª | 2009-10       | 32            | 4   | -  | -  | 11 | 0  | 43  | 4   |    |
| 1.ª | 2010-11       | 34            | 1   | -  | -  | 8  | 0  | 42  | 1   |    |
| 1.ª | 2011-12       | 34            | 1   | 1  | 0  | 2  | 0  | 37  | 1   |    |
| 1.ª | 2012-13       | 35            | 1   | 1  | 0  | -  | -  | 36  | 1   |    |
| 1.ª | 2013-14       | 38            | 2   | -  | -  | -  | -  | 38  | 2   |    |
| 1.ª | 2014          | 14            | 1   | 3  | 0  | 6  | 0  | 23  | 1   |    |
| 1.ª | 2015          | 29            | 1   | 4  | 0  | 9  | 2  | 42  | 3   |    |
| 1.ª | 2016          | 11            | 1   | -  | -  | -  | -  | 11  | 1   |    |
| 1.ª | 2016-17       | 19            | 2   | 3  | 0  | 8  | 0  | 30  | 2   |    |
| 1.ª | 2017-18       | 18            | 0   | 1  | 0  | 7  | 0  | 26  | 0   |    |
| Total club | Total club    | 326           | 16  | 13 | 0  | 83 | 5  | 422 | 21  |    |
| Olimpo Argentina |               |               |     |    |    |    |    |     |     |    |
| 2.ª | 2001-02       | 23            | 1   | -  | -  | -  | -  | 23  | 1   |    |
| Total club | Total club    | 23            | 1   | 0  | 0  | 0  | 0  | 23  | 1   |    |
| Quilmes Argentina |               |               |     |    |    |    |    |     |     |    |
| 2.ª | 2002-03       | 32            | 1   | -  | -  | -  | -  | 32  | 1   |    |
| 1.ª | 2003-04       | 6             | 0   | -  | -  | -  | -  | 6   | 0   |    |
| 1.ª | 2004-05       | 29            | 2   | -  | -  | 6  | 0  | 35  | 2   |    |
| 1.ª | 2005-06       | 35            | 1   | -  | -  | -  | -  | 35  | 1   |    |
| Total club | Total club    | 102           | 4   | 0  | 0  | 6  | 0  | 108 | 4   |    |
| Argentinos Juniors Argentina |               |               |     |    |    |    |    |     |     |    |
| 1.ª | 2006-07       | 35            | 4   | -  | -  | -  | -  | 35  | 4   |    |
| Total club | Total club    | 34            | 0   | 0  | 0  | 0  | 0  | 34  | 0   |    |
| Total carrera | Total carrera | Total carrera | 485 | 21 | 13 | 0  | 89 | 5   | 587 | 26 |
| (1) Incluye datos de la Copa Argentina (2011-12, 2012-13, 2014, 2015, 2016, 2016-17, 2017-18). (2) Incluye datos de la Copa Libertadores (2005, 2008, 2009, 2010, 2011, 2015, 2017, 2018); Copa Sudamericana (2008, 2010, 2011, 2014, 2016, 2017); Copa Mundial de Clubes de la FIFA (2009). (3) No incluye goles en partidos amistosos. |               |               |     |    |    |    |    |     |     |    |

Nota: Se consideran la totalidad de partidos oficiales que disputó a lo largo de su carrera en torneos regulares de Primera y Segunda División, copas nacionales y competencias internacionales.
(*) Total en Primera División: 428 (Estudiantes de La Plata: 326 / Quilmes: 67 / Argentinos Juniors: 35)
(*) Total en Segunda División: 55 (Quilmes: 33 / Olimpo: 22)
(*) Total en copas nacionales: 13 (Estudiantes de La Plata: 13)
(*) Total en copas internacionales: 89 (Estudiantes de La Plata: 83 / Quilmes: 6)

#### Estadísticas como técnico
| Equipo                            | Div.                 | Torneo                    | Estadísticas | Estadísticas | Estadísticas | Estadísticas | Estadísticas | Estadísticas | Estadísticas | Estadísticas | Estadísticas |
| Equipo                            | Div.                 | Torneo                    | PJ           | G            | E            | P            | GF           | GC           | DG           | Efectividad  | Puntos       |
| --------------------------------- | -------------------- | ------------------------- | ------------ | ------------ | ------------ | ------------ | ------------ | ------------ | ------------ | ------------ | ------------ |
| Estudiantes de La Plata Argentina | 1.ª                  |                           |              |              |              |              |              |              |              |              |              |
| Estudiantes de La Plata Argentina | 1.ª                  | 2019-20                   | 1            | 0            | 0            | 1            | 1            | 2            | -1           | 0%           | 0            |
| Estudiantes de La Plata Argentina | 1.ª                  | Copa de la Superliga 2020 | 1            | 0            | 0            | 1            | 1            | 2            | -1           | 0%           | 0            |
| Estudiantes de La Plata Argentina | 1.ª                  | Copa de la Liga 2020      | 8            | 0            | 3            | 5            | 1            | 7            | -6           | 12.5%        | 3            |
| Estudiantes de La Plata Argentina | Total                | Total                     | 10           | 0            | 3            | 7            | 3            | 11           | -8           | 10%          | 3            |
| Almagro Argentina                 | 2.ª                  |                           |              |              |              |              |              |              |              |              |              |
| Almagro Argentina                 | 2.ª                  | 2023                      | 13           | 4            | 3            | 6            | 8            | 11           | -3           | 38.46%       | 15           |
| Almagro Argentina                 | Total                | Total                     | 13           | 4            | 3            | 6            | 8            | 11           | -3           | 38.46%       | 15           |
| Total en sus equipos              | Total en sus equipos | Total en sus equipos      | 23           | 4            | 6            | 13           | 11           | 22           | -11          | 26.09%       | 18           |

### Como formador
| Club                    | País      | Año       | Cargo   |
| ----------------------- | --------- | --------- | ------- |
| Estudiantes de La Plata | Argentina | 2019-2020 | Reserva |

### Clubes como ayudante de campo
| Club            | País      | Año  | Entrenador principal |
| --------------- | --------- | ---- | -------------------- |
| Vélez Sarsfield | Argentina | 2024 | Gustavo Quinteros    |
| Gremio          | Brasil    | 2025 | Gustavo Quinteros    |

## Polémicas

### Vida personal
El 13 de abril de 2005, después de un partido de Quilmes contra Sao Paulo por la Copa Libertadores, fue acusado de haberse expresado de manera racista ante el futbolista brasileño Grafite durante la disputa del partido. Permaneció dos días detenido en una comisaría cercana a Morumbi y luego de pagar una fianza de diez mil reales fue liberado para abordar el proceso en libertad, tras firmar un documento prometiendo volver a Brasil si el caso lo requiriese.
La prensa brasileña describió como correcta la actitud de la policía de San Pablo, indicando incluso la posibilidad de establecer un ejemplo para Europa, que percibe este problema de manera cada vez más intensa. Los periodistas argentinos, en cambio, criticaron esta medida sosteniendo que fue exagerada (vale aclarar que en Argentina no hay pena en la ley para el tratamiento racista verbal).

## Palmarés

### Como jugador

#### Campeonatos nacionales
| Título             | Club        | Sede         | Año     |
| ------------------ | ----------- | ------------ | ------- |
| Primera B Nacional | Olimpo      | Bahía Blanca | 2001/02 |
| Primera División   | Estudiantes | Quilmes      | A-2010  |

#### Campeonatos internacionales
| Título            | Club        | Sede           | Año  |
| ----------------- | ----------- | -------------- | ---- |
| Copa Libertadores | Estudiantes | Belo Horizonte | 2009 |

#### Distinciones individuales
| Distinción                        | Año  |
| --------------------------------- | ---- |
| Parte del Equipo Ideal de América | 2009 |
| Parte del Equipo Ideal de América | 2010 |

#### Otros logros
- Subcampeón de la Copa Sudamericana con Estudiantes de La Plata en 2008
- Subcampeón del Mundial de Clubes de la FIFA con Estudiantes de La Plata en 2009
- Subcampeón de la Torneo Clausura con Estudiantes de La Plata en 2010
- Subcampeón de la Recopa Sudamericana 2010 con Estudiantes de La Plata.

### Como asistente técnico

#### Campeonatos nacionales
| Título           | Club           | País      | Año  |
| ---------------- | -------------- | --------- | ---- |
| Primera División | Velez Sarfield | Argentina | 2024 |